# Kirchbach
Kirchbach è un comune austriaco di 2 662 abitanti nel distretto di Hermagor, in Carinzia; ha lo status di comune mercato (Marktgemeinde).

## Geografia fisica
Il comune si trova nella Gailtal, tra le Alpi Carniche e quelle della Gail.

## Storia
Sin dal IV secolo a.C. nella zona dell'odierna Kirchbach venivano estratti rame e zinco; più tardi, con la creazione della provincia romana del Norico, le attività estrattive furono incrementate, anche con la costruzione di fornaci. Nel 470 una frana del monte Reißkofel travolse l'insediamento minerario. Attorno al 600 popolazioni slave e avare si insediarono nella valle: ne sono testimonianza numerosi toponimi di origine slava.
Fra il XII e il XIII secolo la Gailtal, e quindi anche Kirchbach, furono governati dai conti di Gorizia; in quel periodo fu realizzato in località Waidegg dall'omonima famiglia nobile un castello che fu danneggiato seriamente nel 1458 da un conflitto e vent'anni dopo venne distrutto definitivamente dagli ottomani. Kirchbach dal 1525 appartenne ai conti di Ortenburg, per poi passare ai conti di Porcia che la tennero sino al 1848.
Nel 1850 fu costituito il comune di Kirchbach. Durante la prima guerra mondiale sulle Alpi Carniche a sud di Kirchbach passava il fronte; vi si svolsero aspri combattimenti e sono tuttora presenti i resti delle trincee e numerosi monumenti e cimiteri di guerra. Durante il conflitto, per rifornire il fronte fu realizzata, da prigionieri di guerra russi e serbi, la ferrovia della Gailtal (Gailtalbahn) da Hermagor a Kötschach.
Nel 1973 Kirchbach inglobò il comune soppresso di Reisach e il comune catastale di Waidegg, già parte del comune – a sua volta soppresso – di Rattendorf.

## Amministrazione

### Gemellaggi
- Paularo